# Masafumi Matsui
Masafumi Matsui (nascido em 1950) é um herpetólogo japonês, ex-presidente e membro honorário da Sociedade Herpetológica do Japão.

## Algumas descrições
- Ansonia inthanon Matsui, Nabhitabhata & Panha, 1998
- Bufo torrenticola Matsui, 1976
- Leptobrachium smithi Matsui, Nabhitabhata & Panha, 1999
- Leptolalax arayai Matsui, 1997
- Leptolalax hamidi Matsui, 1997
- Megophrys kobayashii Matsui & Matsui, 1997
- Rana amamiensis Matsui, 1994
- Rana pirica Matsui, 1991
- Rana sakuraii T. Matsui & M. Matsui, 1990